# ドーソン島
ドーソン島（ドーソンとう、Isla Dawson）はマゼラン海峡内にある島。

## 概要
フエゴ諸島（ティエラ・デル・フエゴ）の一部で位置は南緯53度97分、西経70度58分。チリのプンタ・アレーナスの100キロメートル南に位置する。面積は約1290平方キロメートル。プンタアレナス市の一部とされている。
人口は、2002年の調査で、301人である。1992年には、415人いた。
ドーソン島は1800年代後半セルクナム族などの先住民の強制収容所として使われた。1890年にチリ政府はイタリアから来たサレジオ会の宣教師に先住民を教育、世話、順応させる権利を与えた。
1973年9月11日の軍事クーデター後はドーソン島は政治犯の収容所となった。サルバドール・アジェンデ政権の閣僚だったホセ・トア (José Tohá) が8か月収容され、後にサンティアゴに戻されてまもなく死亡する。
なお、チリのミゲル・リッティン監督の映画『ドーソン島10』 (Dawson. Isla 10) が、2009年11月11日公開となる。政治犯として収容されていた閣僚経験者のセルヒオ・ビタール (Sergio Bitar) の著作に基づくものである。